# Monferrato

Armas da Marca de Monferrato

A região de Monferrato (em italiano Monferrato, em piemontês Monfrà) é uma área geográfica da região italiana do Piemonte, no noroeste da Itália. Era constituída pelo maior parte do território das actuais províncias de Asti e Alexandria.